# Савенков, Лев Витальевич
Лев Витальевич Савенков (р. 1950) — российский бизнесмен, в начале 1990-х годов — заместитель мэра Санкт-Петербурга Анатолия Собчака, фигурант громкого уголовного дела о контрабанде в Западную Европу чёрной икры и осмия.

## Биография
Лев Витальевич Савенков родился 19 ноября 1950 года в Днепропетровске в семье военнослужащего. В связи со службой отца, семья часто меняла место жительства. После одного из переездов Лев Савенков попал в Германию, где 5 лет проучился в школе. Последним местом жительства семьи был город Ильичевск Одесской области, где Лев окончил школу, и где в полученной от вооружённых сил квартире до сих пор живёт его мать.
Главным увлечением юности Льва Савенкова был футбол. К моменту окончания школы он уже играл в команде Мастеров Одесского СКА. По окончании школы Лев пробует поступить в Одесский институт инженеров морского транспорта, но с экзамена его выгнали за подсказку.
В мае 1969 г. он был призван в Советскую армию, где проходил службу до увольнения в запас в звании старшего сержанта. По окончании службы в 1971 г. Льву удается поступить в Одесский институт инженеров морского транспорта, который он оканчивает в 1976 г., получив специальность инженера-гидротехника. По окончании ВУЗа Савенков получил распределение в Ленинград, где в ЛенморНИИпроекте быстро стал делать карьеру, активно занимаясь при этом общественной деятельностью, будучи заместителем председателя комсомольской организации института, а также инструктором физкультуры и спорта.
В 1982 г. Лев Витальевич уходит из института и устраивается продавцом мелкой розницы в магазине № 27 Красносельского Райпищеторга. Одновременно с этим он поступает в Ленинградский институт советской торговли им. Энгельса, который оканчивает в 1992 г. по специальности «Технологии и организация торговли и общественного питания». За 5 лет после 1982 г. Савенков прошёл путь от продавца до начальника торговли Санкт-Петербурга. В 1990 г. он уходит с этого поста и создаёт первое в Советском Союзе частное совместное предприятие с Бельгийской компанией — Торговый Дом «Алиса». В этом же году Торговый Дом «Алиса» стал официальным дистрибьютором фирмы Филипс. По контракту с Филипс Савенков получил комиссионные в 1 % от объёма продаж, что составило 586 тысяч долларов вознаграждения за 1991 год.
Уже через год его вновь пригласили на административную работу, на пост заместителя мэра Санкт-Петербурга, и Савенков согласился. Человек, официально задекларировавший в 1991 году доходы на сумму около 600 тысяч долларов, пошёл на работу с окладом в несколько тысяч рублей. Кроме того, он отказался от зарплаты, так как, по его словам, «чиновник должен или иметь очень высокую зарплату, или быть весьма состоятельным человеком».
Вскоре после вступления Савенкова в должность в его адрес выдвигались обвинения в ряде афер с грузами сахара. На бюджетные деньги для Санкт-Петербурга были якобы закуплены большие партии этого товара по баснословно высоким ценам. Прямые закупки продовольствия не являются функцией мэрии, однако обвинители считали, что комиссионные от этой операции были присвоены чиновниками, в том числе и Львом Витальевичем..

## Деятельность на посту заместителя мэра
Лев Савенков вступил в должность заместителя мэра г. Санкт-Петербурга в мае 1992 г. и стал председателем комитета по торговле, общественному питанию, бытовому обслуживанию и снабжению города продовольствием. Основной задачей, стоявшей перед Савенковым на этом посту, было найти средства для бесперебойного снабжения города продовольствием и поддержания бытовой жизни. По словам Савенкова «радикально пресечь кризис городского хозяйства можно только немедленными и значительными инвестициями».
Первое, что сделал Савенков на новом посту — создал новую систему управления реализацией, контроля качества и правил торговли. Структура состояла из комитетов и департаментов. Позднее эта система послужила образцом для создания комитета торговли Российской Федерации.
Свою активность заместитель мэра направил на поиск новых путей пополнения бюджета города. Один из предложенных им вариантов — организовать в Европе передвижную выставку экспонатов из запасников Эрмитажа и Русского Музея, застраховав их в страховой компании Ллойда, а полученную страховку выдвинуть в качестве основания для предоставления крупного кредита для города. Предложение было сочтено слишком рискованным и отвергнуто. Ещё одна идея — выращивать кристаллы для ювелирной промышленности. Она также не была одобрена коллегами Савенкова.
Последним и самым скандальным проектов Льва Савенкова на посту заместителя мэра стал проект производства осмия-187, также нацеленный, по его словам, на пополнение городского бюджета.

## Дело о контрабанде икры и осмия
20 июня 1993 года в управление контрразведки по Санкт-Петербургу и Ленинградской области пришло срочное донесение о том, что незадолго до этого с Волгоградского рыбокомбината были похищены 45 тысяч банок чёрной икры. Все таможенные переходы Ленинградской области были немедленно оповещены о возможном контрабандном провозе украденной икры. 26 июня 1993 года на Северской таможне водитель одного из авторефрижераторов предъявил документы на партию чёрной икры, скреплённые номерной печатью. Сотрудники таможни отогнали машину на стоянку и запросили начальство, но, так как день был выходной, запрос повис. Вскоре к машине подошёл один из руководителей таможни, не работавших в тот день, и, проверив документы, сказал пропустить груз. Икра ушла в Европу, а 27 июня 1993 года пришло сообщение о том, что она была краденой. Отправителем икры значилась подставная фирма, в результате проверки контактов которой был установлен некий Игорь Барканов, помощник Савенкова. Вскоре был зафиксирован разговор Барканова с Савенковым о том, что груз проехал через границу.
8 сентября 1993 года Барканов вновь попытался вывезти со склада «Ленрыбы» партию чёрной икры общей ценностью не менее 3 миллионов долларов. На таможне машина была опечатана таможенником, который был в приятельских отношениях с Баркановым. Всё это время за последним следили сотрудники ФСК. Груз был задержан, а вскоре был зафиксирован разговор Савенкова с Баркановым об этом. Во время разговора всплыла фамилия известного криминального авторитета Владимира Барсукова-Кумарина, лидера тамбовской организованной преступной группировки, осуществлявшего криминальное прикрытие контрабанды.
Через некоторое время был зафиксирован ещё один разговор Савенкова, на сей раз с владельцем нескольких экспортно-импортных фирм Александром Матвеевым, о провозе через границу «граммов образцов». 30 сентября 1993 года Матвеев был задержан на таможне. Во время обыска в машине в аптечке были обнаружены несколько ампул с веществом тёмного цвета. Лабораторные исследования показали, что в ампуле содержались восемь грамм осмия-187, применявшийся для изготовления дорогих противораковых препаратов. В год на мировой рынок в тот период поступало не более полукилограмма этого редкоземельного металла, изготавливающегося в нескольких сверхмощных промышленных лабораториях. Как выяснилось вскоре, металл был изготовлен в домашней лаборатории на даче учёного Виктора Петрика. Савенков пообещал Петрику, что вся выручка пойдёт на благоустройство Петербурга, а самому учёному построят мощную лабораторию. По другим данным он был похищен на военном заводе в Казахстане.
Савенков был задержан. Когда сотрудники правоохранительных органов пришли к нему на квартиру, то обнаружили там лишь голые стены — бывший вице-мэр, предусмотрев возможность ареста, лишил возможности следователей конфисковать его имущество. Савенкову было предъявлено обвинение в контрабанде в особо крупных размерах. Следствие длилось три года, после чего дело было передано в суд. Матвеев скрылся за границей, но Савенков продолжал ходить на допросы и заседания. 20 июня 1997 года суд приговорил его к 5 годам лишения свободы с конфискацией имущества. Уголовное дело в отношении Л. В. Савенкова вызвало широкий общественный резонанс и обсуждения в СМИ. Многие считали, что следствие против Савенкова не раскрыло и половины его преступлений, в частности, у сотрудников Федеральной Службы Безопасности были серьёзные основания считать бывшего вице-мэра Санкт-Петербурга причастным к незаконному ввозу на территорию Российской Федерации тонны кокаина, имелись также сведения о связи Савенкова с преступным миром. Сторонники другой позиции утверждали, что дело является политическим, а доказательства сфабрикованы. Сам Савенков виновным себя так и не признал, и безуспешно пытался обжаловать приговор. Отсидев часть срока, он был условно-досрочно освобождён.

## Резонанс в прессе
Журналисты окрестили это дело «Делом Савенкова» и на протяжении нескольких лет (с 1993 г. по 1995 г.) под этим заголовком выходила масса статей в различных Петербургских газетах и журналах. Несколько газет, среди которых газета «Невское Время», газета «Вести» и газета «Санкт-Петербургские ведомости», провели собственное журналистское расследование, результаты которого в некоторых моментах расходились с позицией обвинения. История с изготовлением и продажей осмия-187 с этой точки зрения выглядела следующим образом.
В начале 1993 г. Л. В. Савенкову становится известно о некой Компании в Санкт-Петербурге, занимающейся разработкой технологий производства новых материалов для оптической промышленности и машиностроения. Одним из результатов работы компании оказалась новая технология получения Осмия-187. В ходе встречи с представителями Компании (АО «Инкорпорация 4Т») были достигнуты договорённости о сотрудничестве и создании акционерного общества с долей государства.
Вскоре после этого по запросу Савенкова была создана специальная комиссия по рассмотрению вопросов партнёрства с Компанией, возглавила которую Н. Л. Алексеева — начальник отдела по международной передаче технологий комитета мэрии по внешним связям. Председатель комитета по внешним связям, заместитель мэра В. В. Путин прокомментировал это так: «я распорядился, чтобы отдел международной передачи технологий комитета по внешним связям провёл экспертизу [материалов] и подготовил предложения».
Информация о нахождении новых исследовательских и производственных мощностей вызвала реакцию в научных кругах, близких к мэрии. В. Пучков — руководитель ГОИ им. С. И. Вавилова, проводившего исследования материалов, пишет обращаясь к руководству компании-производителя: «исключительно ценным является предложение передать созданные Вами производственные мощности в собственность государства, а особенно нашего региона, что позволит создать дополнительный источник дохода в бюджет».
Согласно экспертизе, проведённой в Торгово-Промышленной палате Санкт-Петербурга и сведений, предоставленных Таможенным Комитетом РФ, осмий-187 не является драгметаллом и стратегическим сырьём, а его вывоз «осуществляется в общем порядке без применения мер нетарифного регулирования и контроля».
Производство осмия-187 оказалось неожиданным источником финансирования для городского бюджета. Она велась сотрудниками компании. По версии некоторых источников, руководителем работы являлся В. И. Петрик. Как сообщает Петрик в интервью газете Комсомольская правда: «технология извлечения осмия была создана за 4 месяца». Продвижение разработанного метода встретило ряд препятствий, основное из которых — недоверие. По словам В. В. Путина, с которым Савенков обсуждал создание акционерного общества с долей государственного имущества для реализации проекта Осмия-187: «я не верил в реальность этого [метода производства осмия-187]… К сожалению, я убедился в ошибке только после того, как в ходе следствия сотрудники МБР ознакомили меня со всеми документами».

## Спор об осмии-187
По заявлениям Савенкова, полученный в ходе исследования осмий-187 имел крайне высокую степень концентрации этого изотопа — порядка 99 %. На тот момент это была уникальная технология для получения столь «чистого материала».
Ряд российских учёных высказали противоречивые мнения относительно возможности создания изотопа осмия такой чистоты. По мнению заведующего кафедрой редкоземельных и рассеянных элементов Технологического института профессора А. Копырина, теоретически такая технология возможна, однако для её реализации необходимо высокотехнологичное производство с профессиональными кадрами. «Получить осмий-187 такой чистоты в домашних условиях совершенно невозможно».
Член-корреспондент АН Казахстана С. К. Калинин и начальник техотдела казахстанского НПО «Джезказганцветмет» (из отходов которого планировалось получать осмий-187) В. И Лавецкий высказались более категорично: получение осмия-187 с чистотой 99 % технологически не осуществимо.
Полученный материал был направлен на независимое исследования в зарубежную лабораторию. Газета «Невское Время» опубликовала результат исследования Датской национальной лаборатории Risø, которая изучала материал и установила, что он действительно является осмием-187 чистотой 99 %.

## Противоречия в уголовном деле
После задержания Матвеева было заведено уголовное дело на него и Савенкова. 1 октября 1993 г. это дело было объединено с делом о контрабанде чёрной икры, фигурантом по которому проходил И. Барканов, друг Савенкова. Главным обвиняемым в новом деле являлся Л. В. Савенков, которому вменялась организация контрабанды чёрной икры и осмия-187 с целью личной выгоды. С сентября по октябрь 1993 г. следствие вело управление МБР. После расформирования этого органа дело было передано в прокуратуру Санкт-Петербурга.
После передачи дела в прокуратуру следствие вёл следователь по особо важным делам П.Кривошеев. В ходе расследования он выявил ряд нарушений законодательства, допущенных в ходе таможенной проверки автомобиля Матвеева и дальнейших следственных действиях. О своих выводах он подробно рассказал в интервью газете «Вести».
Среди основных нарушений Кривошеев выделяет нарушение протокола заполнения таможенной декларации: досмотр проводился без понятых, декларация заполнялась в несколько этапов и Матвееву не позволили заполнить графу «металлы платиновой группы»; также в деле отсутствовали доказательства участия Савенкова в организации контрабанды черной икры. Об отсутствии оснований для объединения дел о контрабанде икры и контрабанде осмия-187 заявляли также адвокаты Савенкова и Барканова.
Кроме того, по словам Кривошеева, в ходе следствия на него оказывалось давление.
В июле 1994 г. Кривошеев вынес постановление о прекращении уголовного дела в отношении Савенкова и Матвеева ввиду отсутствия в их действиях состава преступления. Через 2 дня постановление было отменено, производство дела восстановлено, а П.Кривошеев отстранен от расследования.
Следствие продолжалось вплоть до 1997 г., и 20 июня было вынесено решение о виновности Л. В. Савенкова. Он был приговорён к 5 годам лишения свободы в колонии общего режима с конфискацией имущества.
Адвокаты Савенкова обжаловали решение суда, заявив, что в ходе судебного процесса был допущен ряд нарушений.

## Дальнейшая судьба
Лев Савенков с начала 2000-х годов является президентом Северо-Западной Финансовой группы, активно ведёт предпринимательскую и общественную деятельность. Является вице-президентом Международной ассоциации по борьбе с наркоманией и наркобизнесом, входит в наблюдательный совет ряда коммерческих организаций.